# BYD Song L
La BYD Song L (in cinese: 比亚迪宋L) è un'autovettura elettrica prodotta dalla casa automobilistica cinese BYD Auto dal dicembre 2023.

## Contesto e storia
La Seal è una crossover elettrica di grandi dimensioni alimentata da batteria agli ioni di litio, che occupa la categoria di segmento D. Basata sulla e-Platform 3.0 condivisa con altri veicoli elettrici a batteria della BYD, è stata presentata per la prima volta come prototipo nell'aprile 2023 al salone di Shanghai. La versione di produzione è stata presentata nell'agosto 2023 al salone di Chengdu, con le vendite iniziate a novembre 2023.